# Manzumbadoa bradysioides
Manzumbadoa bradysioides är en tvåvingeart som beskrevs av Jaschhof och Werner Mohrig 2005. Manzumbadoa bradysioides ingår i släktet Manzumbadoa och familjen sorgmyggor.
Artens utbredningsområde är Costa Rica. Inga underarter finns listade i Catalogue of Life.